# کادادوواپیتیا
کادادوواپیتیا (به لاتین: Kadadoovapitiya) یک منطقهٔ مسکونی در سری‌لانکا است که در استان مرکزی (سری‌لانکا) واقع شده‌است.